# Sielsowiet Maleszewo Wielkie
Sielsowiet Maleszewo Wielkie (biał. Велікамалешаўскі сельсавет; ros. Большемалешевский сельсовет) – sielsowiet na Białorusi, w obwodzie brzeskim, w rejonie stolińskim, z siedzibą w Maleszewie Wielkim. Północną granicę sielsowietu stanowi Prypeć.
Według spisu z 2009 sielsowiet Maleszewo Wielkie zamieszkiwało 4736 osób, w tym 4700 Białorusinów (99,24%), 14 Ukraińców (0,30%), 12 Rosjan (0,25%), 5 Ormian (0,11%), 1 Mordwin (0,02%) i 4 osoby, które nie podały żadnej narodowości.

## Miejscowości
- agromiasteczka:
  - Korotycze
  - Maleszewo Wielkie
- wsie:
  - Łutki
  - Olhomel
  - Tołmaczewo